# Бахтин, Николай Николаевич
Николай Николаевич Бахтин (Псевдонимы: Николай Нович, Пр. Б., то есть «Провинциальный Библиограф» и одновременно — «Преподаватель Бахтин», и др.); 5 (17) мая 1866 года, Чири-Юрт, Терская область — 2 апреля 1940, Ленинград) — русский и советский поэт, библиограф, переводчик, литературовед, педагог, театральный деятель.

## Биография
Из дворян. Сын Н. И. Бахтина, государственного деятеля, литературного критика. Внук поэта Ивана Ивановича Бахтина. Обучался в Орловской военной гимназии и во 2-м Константиновском военном училище. С 1891 служил воспитателем в Орловском кадетском корпусе. Выйдя в отставку, с 1910 года жил в Петербурге, занимался переводческой и библиографической деятельностью, с 1886 публиковал статьи и рецензии на пед. темы в периодической печати («Русский филологический вестник», «Педагогический сборник», «Русская школа», «ЖМНП» и др.), взяв себе псевдоним Николай Нович, поскольку под своей фамилией офицеру печататься не полагалось.

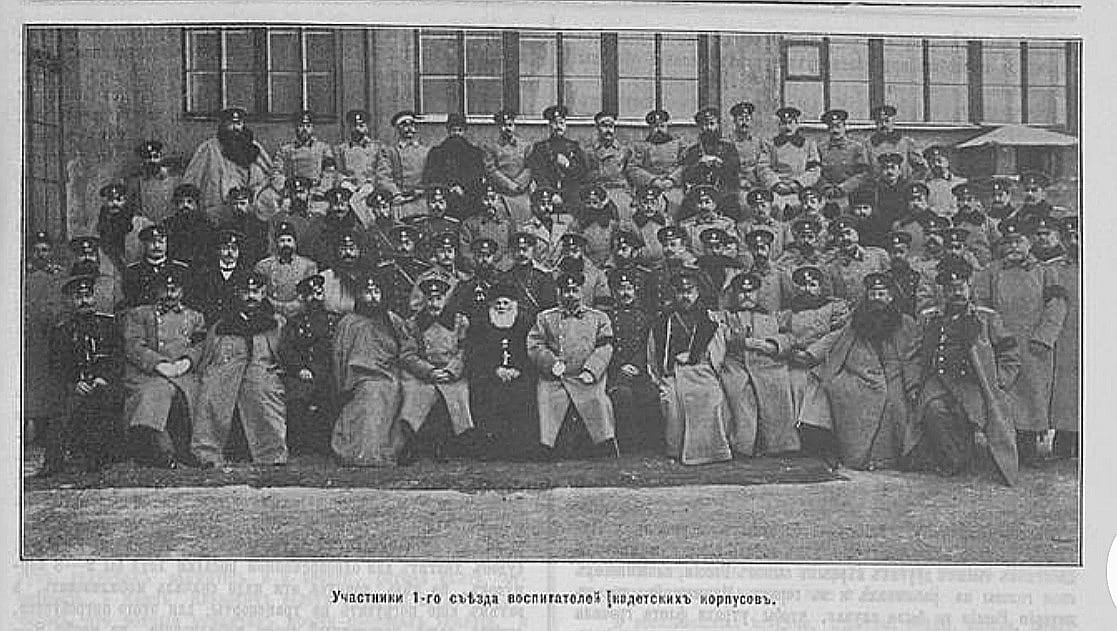
Первый ряд: А. И. Калишевский, Н. А. Хамин, Е. Е. Семашкевич, П. Н. Лазарев-Станищев, В. В. Римский-Корсаков, В. Э. Данкварт, В. А. Шильдер, Л. П. Войшин-Мурдас-Жилинский, Н. А. Радкевич, В. В. Григоров, Н. П. Попов, В. М. Кох. Второй ряд: Н. А. Зотов, М. Л. Салатко-Петрище, Н. Д. Казанцев, К. П. Сангайло, В. В. Цытович, М. А. Трубников, В. И. Греков, А. В. Полторацкий, Г. Ф. Гирс, А. Н. Зауервейд, Е. И. Глотов, А.Ф Вячеслов, И. И. Рыковский, Н. К. Михайловский, В. Д. Языков, А. Л. Вильке, Д. А. Агищев, Н. Н. Бахтин, А. Н. Антонов, Е. А. Заржецкий. Третий ряд: М. А. Угрюмов, Н. Г. Лукирский, В. В. Гаврилович, Ф. В. Гринев, Б. А. Вильбоа, В. П. Дзякович, И. А. Завадский, Г. Д. Дитерихс, М. И. Мягков, В. И. Попов-Азотов, Н. Л. Хитрин, В. О. Плошинский, А. С. Азарьев, Н. Д. Коптев, В. А. Муромцев, Ф. Н. Доннер, В. В. Смирнов, А. Д. Ромашкевич, Н. Н. Купчинский, М. А. Сафонов. Четвёртый ряд: К. К. Лютер, Н. С. Желязовский, В. С. Лавров, Б. А. Гартвиг, А. С. Манучаров, В. И. Бурков, Т. В. Львов, П. П. Шаховской, В. С. Яковлев, В. Д. Чемякин, П. П. Черепанов, И. Г. Денисов, В. В. Татаринов, Н. В. Петров. Санкт-Петербург. 1908 год

## Творчество
Опубликовал стихи в сборнике «Русские символисты». Напечатал ряд стихотворных переводов со славянских языков.
Наиболее значительны работы Н. Бахтина о воспитательной роли театра («Театр и его роль в воспитании», в кн.: «В помощь семье и школе», 1911). Знакомство с театром, по его мнению, должно учитывать возрастные особенности детского восприятия: детям младшего возраста ближе спектакли кукольного, марионеточного, теневого театров, интересам юношества больше отвечают драматические спектакли. В посещении детьми театра необходима дозировка, у ребёнка должно быть время для переживания полученного в театре впечатления. Бахтин подчёркивал положительные стороны детской сценической деятельности («Детский театр и его воспитательное значение», «Игра», 1918, ч. 1).
В помощь самодеятельному театру издавал серию драматургических произведений «Детский и школьный театр» (в. 1-25, 1904—1919), в которой сам принял участие и как автор коротких пьес. Целям эстетического воспитания служили издававшаяся им (под псевд. Н. Нович) серия «Школа и праздники» (в. 1-4, 1902-17, песни и стихи для декламации) и публиковавшиеся в «Художественно-педагогическом журнале», в журналах «Русская школа», «Педагогическое образование» аннотированные списки и обзоры пьес для детского театра.
После Октябрьской революции организовал курсы по руководству детскими театральными представлениями при Театральном отделе Наркомпроса РСФСР. В 1921 вместе с А. А. Брянцевым стал одним из основателей Ленинградского ТЮЗа и до конца жизни возглавлял его педагогическую часть.
В 1895 году в газете «Петербургская жизнь» опубликовал первый русский перевод из Джона Китса — сонет «Моим братьям» (к столетию поэта). В 1896—1905 годах издал девять выпусков (из 25 предполагавшихся) «маленьких антологий» мировой поэзии:
- «Китай и Япония в их поэзии»
- «С чужих полей»
- «Мадьярские поэты»
- «Поэты Финляндии и Эстляндии»
- «Поэты Швеции»
- «Французские поэты»
- «Словацкие поэты»
- «Словинские поэты»
- «Песни ста поэтов. Японская антология»

Отдельно им изданы: «С чужих полей» (СПб., 1896); «Подросткам» (СПб., 1902); «Песни детства» (с нотами, 2-е изд. СПб., 1908); «Проект новой системы азбуки и орфографии» (Киев, 1886); «Основы русского правописания» (в «Русском Филологическом Вестнике», 1890 — 92, и отдельно: Варшава, 1892); библиографические работы (обзоры русской литературы, касающейся Шиллера и Шекспира, в издании Брокгауза-Ефрона, «Шиллер», СПб., 1902, и «Шекспир», СПб., 1904).

## Избранные публикации
- Чтение с воспитательными целями. СПб., 1906;
- Обзор пьес для детского и школьного театра. СПб., 1912;
- Руссо и его педагогические воззренияю. СПб., 1913.